# Eiserner Halbmond

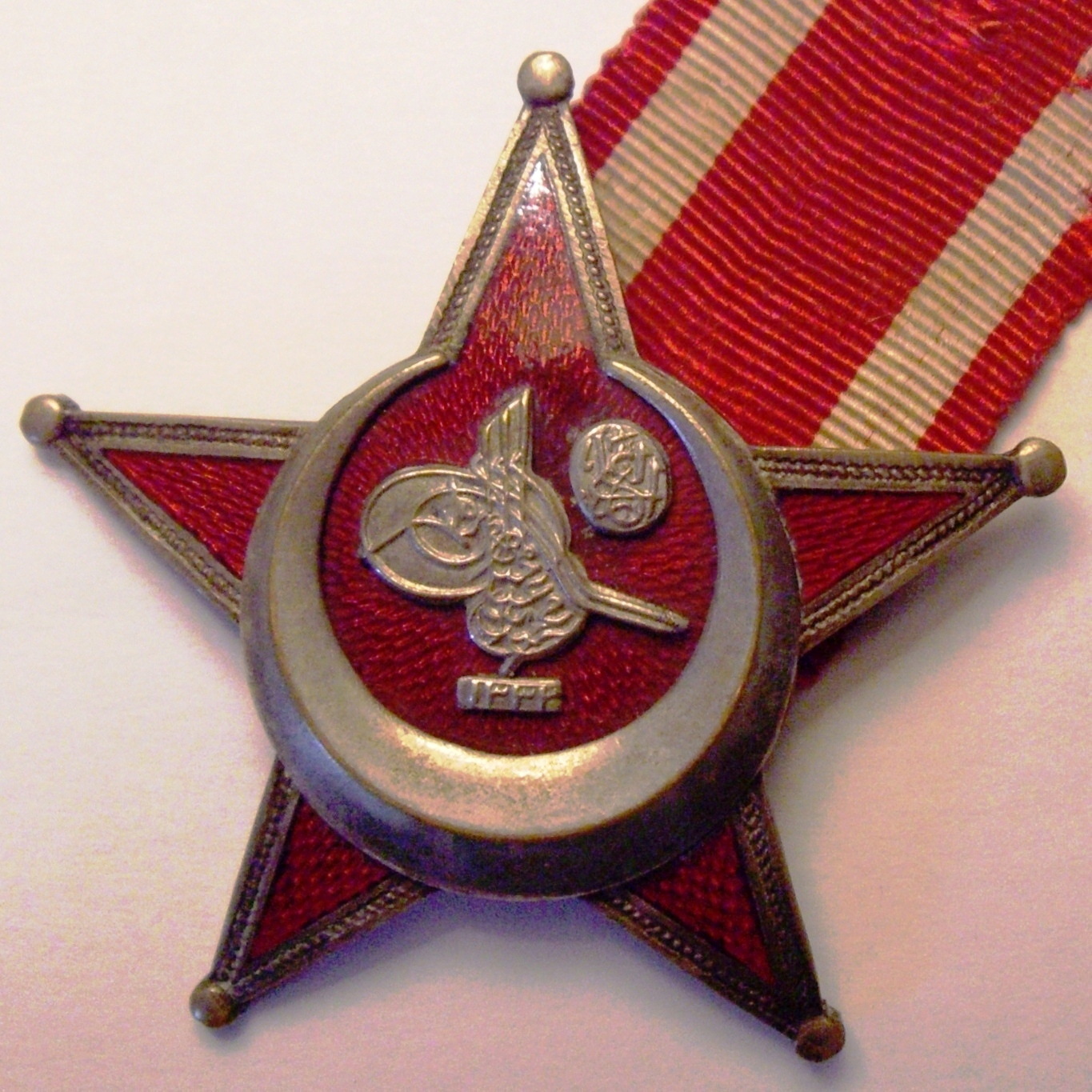
Eiserner Halbmond

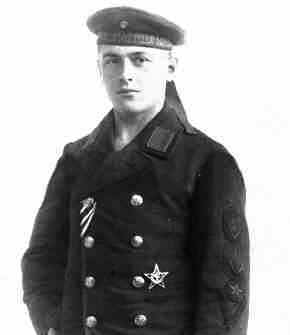
Deutscher Marinesoldat mit dem Eisernen Halbmond

Die in Deutschland und Österreich unter der Bezeichnung Eiserner Halbmond bekannte osmanische Kriegsmedaille (osmanisch حرب مدالیه سی İA Ḥarb Madalyası) wurde am 1. März 1915 durch Sultan Mehmed V. gestiftet und besteht nur aus einer Klasse. Sie wurde Angehörigen des Osmanischen Reiches und auch Angehörigen seiner Verbündeten verliehen. Im englischsprachigen Raum wird sie auch als „Gallipoli-Stern“ bezeichnet. Der Eiserne Halbmond war die letzte Auszeichnung, die vom Osmanischen Reich gestiftet wurde.

## Aussehen
Die Kriegsmedaille hat die Form eines fünfstrahligen, rot emaillierten Sterns, auf dem die Mondsichel ruht. In der Mitte befindet sich das Chiffre („Tughra“) des Sultans, darunter das Datum (1333 = 1915). Sie wurde an einem rot-weißen Bande verliehen.
Von der Medaille sind zahlreiche Varianten belegt, die je nach Hersteller in der Größe (53–68 mm Durchmesser) und im Grundmaterial (Bronze, Weißblech, Silber, Eisen, Aluminium) variieren.
Weiterhin sind zahlreiche Modelle belegt, bei denen am oberen Ende des Bandes zusätzlich ein viereckiger Pin mit dem Namen der Schlacht oder Kampagne vorhanden war. Bisher sind sechs verschiedene Kampfspangen bekannt. Diese Kampfspangen wurden aber nicht für den Eisernen Halbmond, sondern für die Imtiaz- und Liakat-Medaillen gestiftet und das Tragen stellte einen Verstoß gegen die Vorschriften dar.
Für Nichtkombattanten gab es eine „zivile“ Ausführung, die sich durch ein umgekehrtes Farbschema im Band unterschied.

## Trageweise
Wie das Eiserne Kreuz wurde die Auszeichnung in ihrer Vollform nur am Auszeichnungstage getragen, danach wurde das Band, ebenfalls wie beim Eisernen Kreuz II. Klasse, mit dem zweiten Knopfloch der Uniformjacke vernäht. Als Ansteckorden wurde die Auszeichnung nur zur Paradeuniform angelegt.

## Verleihung
Der Orden wurde mit einer offiziellen Urkunde verliehen. Berechtigt zur Verleihung waren neben dem Sultan auch die beiden Oberkommandierenden Enver Pascha und Liman von Sanders. Mit dem Waffenstillstand des Osmanischen Reiches am 30. Oktober 1918 wurde die Auszeichnung nicht mehr verliehen. Nach 1920 weigerte sich der Sultan jedoch, andere als von ihm selbst verliehene Auszeichnungen anzuerkennen.
Das türkische Gesetz vom 21. November 1951 gestattet ausdrücklich das Tragen früherer kaiserlicher osmanischer Orden und Ehrenzeichen, soweit sie für Verdienste im Kriege verliehen worden waren.

### Bekannte Träger
- siehe: Kategorie:Träger des Eisernen Halbmondes